# 歧囊碘泡虫
歧囊碘泡虫（学名：Myxobolus anisocapsularis）为碘泡科碘泡虫属的动物。分布于俄罗斯以及辽宁、海南、四川、武陵山地区等，营寄生生活，寄生在鳃、鳔、膀胱（花䱻）、鳍（唇（䱻、重口裂腹鱼）、肾（花䱻、纹唇鱼）、肌肉（唇䱻）。